# Sant Martí de Riucorb
Sant Martí de Riucorb község Spanyolországban, Lleida tartományban. Sant Martí de Riucorb Preixana, Verdú, Nalec, Vallbona de les Monges, Maldà és Belianes községekkel határos. Lakosainak száma 673 fő (2024).

## Népesség
A település népessége az utóbbi években az alábbiak szerint változott:
| Lakosok száma | 380  | 1992 | 1866 | 1352 | 825  | 697  | 697  | 685  | 646  | 673  |
|               | 1717 | 1887 | 1936 | 1960 | 1986 | 2004 | 2009 | 2014 | 2019 | 2024 |